# Jordi Sànchez i Picanyol
Pour les articles homonymes, voir Jordi Sànchez et Sànchez.
Jordi Sànchez i Picanyol, né le 1er octobre 1964 à Barcelone, est un enseignant, militant souverainiste catalan et homme politique.
Président de l'Assemblée nationale catalane (ANC) entre 2015 et 2017, son nom est évoqué pour devenir président de la Généralité de Catalogne après le « retrait provisoire » de Carles Puigdemont.

## Biographie

### Professeur de sciences politiques
Il obtient en 1991 sa licence en sciences politiques à l'université autonome de Barcelone. Il est professeur agrégé de sciences politiques à l'université de Barcelone et a enseigné dans d'autres universités.

### Activités politiques

#### Engagement à l'ICV et rapprochement avec les secteurs indépendantistes
À partir de 1983, il est un dirigeant et le porte-parole, à côté d'Àngel Colom, de l'association Crida a la Solidaritat, jusqu'à la dissolution de celle-ci en juin 1993.
Il est lié pendant plusieurs années à Initiative pour la Catalogne Verts. Entre 1996 et 2004, il est conseiller de la Corporació Catalana de Mitjans Audiovisuals. En 1996, il est nommé directeur adjoint de la Fondation Jaume Bofill, et en 2001 directeur de la fondation. Il quitte la fondation en 2010 pour devenir adjoint de Rafael Ribó, médiateur de Catalogne.
Il collabore régulièrement comme analyste des questions sociales et politiques dans divers médias du pays, et coordonne entre 2004 et 2006 l'élaboration d'un des cinq domaines du Pacte national pour l'éducation, celui concrètement qui définit les fondations d'un service public de l'éducation. En 2008, il coordonne l'un des quatre domaines du Pacte national pour l'immigration, celui qui traite de l'adaptation des services publics.

#### Président de l'ANC
Le 16 mai 2015, Jordi Sànchez remplace Carme Forcadell à la présidence de l'Assemblée nationale catalane (ANC), choisi à une large majorité par les membres du secrétariat de l'organisation. Il est considéré comme une personne consensuelle et bénéficie de l'appui de la direction sortante.
En tant que président de l'ANC, il met en avant le discours social de l'indépendantisme, arguant qu'un nouvel État pourrait générer une situation sociale meilleure et plus équitable en résolvant les urgences sociales de la Catalogne. Il participe également aux négociations qui aboutissent à créer la coalition Ensemble pour le oui pour les élections au Parlement de Catalogne du 27 septembre 2015.

#### Manifestations deseptembre 2017et emprisonnement
Le 4 octobre 2017, Jordi Sànchez est mis en examen par la juge de l'Audience nationale Carmen Lamela pour délit de sédition par rapport aux événements du 20 septembre durant l'opération Anubis.
Le 16 octobre, il est placé en détention préventive avec Jordi Cuixart par la même juge et conduit à la prison de Soto del Real.
Le 4 juillet 2018, Oriol Junqueras, Raül Romeva, Jordi Sànchez et Jordi Cuixart sont transférés au centre pénitentiaire Lledoners situé dans la commune de Sant Joan de Vilatorrada à 3 km de Manresa.
Le 2 novembre 2018, le Parquet fait savoir qu'il requerra dix-sept ans d'emprisonnement pour délit de rébellion tandis que le Bureau de l'Avocat général de l'État annonce qu'il requerra huit ans de réclusion pour délit de sédition.

#### Candidature aux élections au Parlement de Catalogne de 2017
Il se porte candidat aux élections catalanes du 21 décembre 2017 en deuxième position sur la liste de Carles Puigdemont intitulée Junts per Catalunya. Élu député, il ne peut accomplir les formalités administratives que par le biais de son avocat et de ses collègues. La justice ne lui permet pas de se rendre à la session plénière constitutive chargée d'élire le bureau du Parlement.

#### Tentative de candidature à la présidence
Le 1er mars 2018, Carles Puigdemont renonce à briguer la présidence de la Généralité et propose la candidature de Jordi Sànchez, malgré son incarcération. Le débat d'investiture est fixé au 12 par le président du Parlement, Roger Torrent, qui soutient cette candidature, arguant le précédent faisant jurisprudence de Juan Carlos Yoldi, député basque inculpé pour terrorisme et effectivement condamné par la suite, avait été autorisé en 1987 à participer à la session d'investiture du Parlement Basque) mais devant l'opposition du Tribunal constitutionnel et du Tribunal suprême d'accéder à une demande de libération,  et la demande d'annulation du plénum d'investiture déposée par le groupe Ciudadanos au Parlement de Catalogne, celui-ci ajourne la séance.
Amnesty International considère cette incarcération comme « excessive et disproportionnée » et demande sa libération immédiate et l'ONU, de son côté, a demandé, après que ses avocats ont plaidé son cas, à l'Espagne qu'elle cesse d'« entraver ses droits politiques »
Le 7 avril 2018, il est de nouveau proposé comme candidat à la présidence de la Généralité par le président du Parlementsur la base de la résolution du Comité des Droits de l'Homme des Nations unies,. Le juge Llarena refuse à nouveau le 12 avril d’autoriser Sànchez à participer à la session d’investiture prévue le 13 avril à Barcelone, où il aurait pu être élu et la séance est de nouveau ajournée. Le Parlement de Catalogne vote pour cette raison l'ouverture de poursuites judiciaires contre Llarena pour abus de pouvoir car, selon la Mesa del Parlament (le Bureau du Parlement), en refusant successivement d'autoriser chaque candidat à assister à la séance d'investiture alors qu'ils ne font l'objet d'aucune habilitation ni d'aucune condamnation et en ne tenant pas compte de l'avis de l'ONU ni de la jurisprudence Yoldi, il outrepasserait ses compétences et interférerait sur le choix des électeurs. Le gouvernement espagnol répond immédiatement que cette action en justice serait selon son point de vue une forme de menace envers le juge et qu'elle exposerait les membres du parlement eux-mêmes à des condamnations pénales pour malversations.

#### Condamnation
Le 14 octobre 2019, il est condamné par le Tribunal suprême à 9 ans de prison pour sédition, assortis de 9 ans d'inéligibilité.
Le Tribunal Constitutionnel Espagnol confirme la sentence mais sans unanimité, les juges Antonio Xiol et María Luisa Balaguer ont émis un vote particulier et rendu publics le 8 juin leurs arguments, considérant que la sentence constitue une intimidation ayant un effet "dévastateur" sur le droit de réunion et d'expression,.